# Santo Antônio de Pádua (Rio de Janeiro)
Santo Antônio de Pádua é um município brasileiro do estado do Rio de Janeiro, sendo parte integrante da região de Santo Antônio de Pádua e da mesorregião do Noroeste Fluminense. Localiza-se a 21º32'22" de latitude sul e a 42º10'49" de longitude oeste, com altitude de 86 metros. Sua população foi estimada em 2024 era de 43.686 habitantes.

## Educação
| Escola                                                             | Localidade             | Segmento                                      |
| ------------------------------------------------------------------ | ---------------------- | --------------------------------------------- |
| E. M. Teófilo de Melo                                              | Baltazar               | Educação Infantil e Ensino Fundamental I      |
| E. M. Profª Sarah Faria Braz                                       | Bairro São Luiz        | Ensino Fundamental I e II                     |
| E. M. Profª Maria Perlingeiro Lavaquial                            | Bairro Glória          | Educação Infantil e Ensino Fundamental I      |
| E. M. Profª Maria Inez R. da Silva Santiago                        | Bairro São Luiz        | Educação Infantil                             |
| E. M. Profª Lélia Leite de Faria                                   | Santa Cruz             | Educação Infantil e Ensino Fundamental I e II |
| E. M. Profª. Anaíde Panaro Caldas (Ciep 469)                       | Bairro Alequicis       | Ensino Fundamental I e II                     |
| E. M. Prof. José Pinto de Sousa                                    | Marangatu              | Educação Infantil e Ensino Fundamental I      |
| E. M. Prof. José Lavaquial Biosca                                  | Bairro Arraialzinho    | Educação Infantil e Ensino Fundamental I      |
| E. M. Pedro Baptista de Souza                                      | Bairro Ibitinema       | Educação Infantil e Ensino Fundamental I e II |
| E. M. Parque Infantil Menino Jesus                                 | Bairro São Félix       | Educação Infantil                             |
| E. M. Manoel Miguel Souto                                          | Campelo                | Educação Infantil e Ensino Fundamental I e II |
| E. M. Judith Machado Bustamente                                    | Bairro Dezessete       | Educação Infantil                             |
| E. M. Joaquim Fernandes Camacho                                    | Mangueirão             | Educação Infantil                             |
| E. M. Joaquim Abreu Campanário                                     | Paraoquena             | Educação Infantil e Ensino Fundamental I      |
| E. M. João Maurício Brum                                           | Boa Nova               | Educação Infantil e Ensino Fundamental I e II |
| E. M. João Jazbik                                                  | Fazenda Barra Alegre   | Ensino Fundamental I                          |
| E. M. Escola Viva Profª Edy Belloti                                | Bairro Alphaville      | Educação Infantil e Ensino Fundamental I e II |
| E. M. Dr João Gambeta Perissé                                      | Centro                 | Educação Infantil                             |
| E. M. Dep. Armindo Marcílio Doutel de Andrade (EMDAMDA - Ciep 266) | Bairro Dezessete       | Ensino Fundamental I, II e EJA                |
| E. M. Antônio Teixeira Jardim                                      | São Pedro de Alcãntara | Educação Infantil e Ensino Fundamental I      |
| E. M. Alice do Amaral Peixoto                                      | Salgueiro              | Educação Infantil e Ensino Fundamental I      |
| E. M. Dr. Lemant Decnop                                            | Monte Alegre           | Ensino Fundamental I e II                     |
| E. M. Alcino Consendey                                             | Ibitiguaçu             | Educação Infantil e Ensino Fundamental I      |
| Creche Escola Vovô Nilo                                            | Monte Alegre           | Educação Infantil                             |
| Creche Escola Vovô Mariano                                         | Av. Chaim Elias        | Maternal I, II e III                          |
| Creche Escola Esther Pinheiro Fonseca                              | Bairro Mirante         | Educação Infantil                             |
| Creche Escola Municipal Arco Íris                                  | Bairro Dezessete       | Educação Infantil                             |
| Creche Escola Mariah Moreno Diniz                                  | Bairro Glória          | Educação Infantil                             |
| Creche Escola Djanira Quintal de Oliveira                          | Bairro Cidade Nova     | Educação Infantil                             |

Fonte: Secretaria Municipal de Educação

## Distritos
| Nº | Distrito                      | População (Censo 2022) |
| -- | ----------------------------- | ---------------------- |
| 1  | Santo Antônio de Pádua (sede) | 24 464                 |
| 2  | São Pedro de Alcântara        | 5 754                  |
| 3  | Paraoquema                    | 2 059                  |
| 4  | Monte Alegre                  | 5 205                  |
| 5  | Marangatu                     | 1 171                  |
| 6  | Santa Cruz                    | 1 108                  |
| 7  | Campelo                       | 567                    |
| 8  | Ibitiguaçu                    | 565                    |
| 9  | Baltazar                      | 481                    |
| -  | Santo Antônio de Pádua        | 41 316                 |

## Clima
Santo Antônio de Pádua tem um clima tropical, tendo mais pluviosidade no Verão do que no inverno. Segundo dados do Instituto Nacional de Meteorologia (INMET), referentes ao período de 1961 a 1972, 1976 a 1977, 1986 a 1990 e 1995 a 2018, a menor temperatura registrada em Santo Antônio de Pádua foi de 6,1 °C em 18 de julho de 2000, e a maior atingiu 41,5 °C em 31 de outubro de 2012. O maior acumulado de precipitação em 24 horas foi de 137 milímetros (mm) em 20 de novembro de 2003. Outros grandes acumulados iguais ou superiores a 100 mm foram: 126,8 mm em 24 de dezembro de 1999, 125 mm em 25 de dezembro de 1971, 123,4 mm em 10 de dezembro de 2016, 118,1 mm em 27 de dezembro de 2008, 115,1 mm em 4 de abril de 2011, 115 mm em 12 de fevereiro de 1998, 109 mm em 14 de dezembro de 2009 e 105,5 mm em 27 de dezembro de 2010. Janeiro de 2007, com 518,5 mm, foi o mês de maior precipitação.
| Dados climatológicos para Santo Antônio de Pádua | Dados climatológicos para Santo Antônio de Pádua | Dados climatológicos para Santo Antônio de Pádua | Dados climatológicos para Santo Antônio de Pádua | Dados climatológicos para Santo Antônio de Pádua | Dados climatológicos para Santo Antônio de Pádua | Dados climatológicos para Santo Antônio de Pádua | Dados climatológicos para Santo Antônio de Pádua | Dados climatológicos para Santo Antônio de Pádua | Dados climatológicos para Santo Antônio de Pádua | Dados climatológicos para Santo Antônio de Pádua | Dados climatológicos para Santo Antônio de Pádua | Dados climatológicos para Santo Antônio de Pádua | Dados climatológicos para Santo Antônio de Pádua |
| Mês | Jan                                              | Fev                                              | Mar                                              | Abr                                              | Mai                                              | Jun                                              | Jul                                              | Ago                                              | Set                                              | Out                                              | Nov                                              | Dez                                              | Ano                                              |
| --- | ------------------------------------------------ | ------------------------------------------------ | ------------------------------------------------ | ------------------------------------------------ | ------------------------------------------------ | ------------------------------------------------ | ------------------------------------------------ | ------------------------------------------------ | ------------------------------------------------ | ------------------------------------------------ | ------------------------------------------------ | ------------------------------------------------ | ------------------------------------------------ |
| Temperatura máxima recorde (°C) | 41,2                                             | 40,6                                             | 39,4                                             | 38,8                                             | 36,1                                             | 34,5                                             | 34,1                                             | 37,6                                             | 39,6                                             | 41,5                                             | 39,6                                             | 39,5                                             | 41,5                                             |
| Temperatura máxima média (°C) | 33,6                                             | 34,2                                             | 33,1                                             | 31,5                                             | 28,6                                             | 27,6                                             | 27,6                                             | 29,2                                             | 29,7                                             | 30,8                                             | 31                                               | 32,4                                             | 30,8                                             |
| Temperatura média compensada (°C) | 26,6                                             | 26,9                                             | 26,2                                             | 24,2                                             | 21,3                                             | 19,7                                             | 19,6                                             | 21                                               | 22,7                                             | 24,3                                             | 24,8                                             | 25,9                                             | 23,6                                             |
| Temperatura mínima média (°C) | 22                                               | 21,9                                             | 21,5                                             | 20                                               | 16,8                                             | 14,7                                             | 14,4                                             | 15,2                                             | 17,4                                             | 19,4                                             | 20,3                                             | 21,5                                             | 18,8                                             |
| Temperatura mínima recorde (°C) | 17,2                                             | 16,4                                             | 15                                               | 11,5                                             | 9,4                                              | 6,3                                              | 6,1                                              | 8,1                                              | 8,8                                              | 11,1                                             | 13                                               | 14,6                                             | 6,1                                              |
| Precipitação (mm) | 222,8                                            | 113,2                                            | 118,4                                            | 65,9                                             | 26,6                                             | 18,2                                             | 18,2                                             | 25                                               | 65,8                                             | 109,4                                            | 187,7                                            | 267,6                                            | 1 238,8                                          |
| Dias com precipitação (≥ 1 mm) | 13                                               | 9                                                | 10                                               | 6                                                | 3                                                | 3                                                | 3                                                | 2                                                | 6                                                | 8                                                | 13                                               | 15                                               | 91                                               |
| Umidade relativa compensada (%) | 75,4                                             | 74,2                                             | 76,7                                             | 78,6                                             | 79,3                                             | 80,7                                             | 78,1                                             | 72,3                                             | 70,9                                             | 71,9                                             | 76,4                                             | 77,4                                             | 76                                               |
| Fonte: Instituto Nacional de Meteorologia (INMET) (normal climatológica de 1981-2010; recordes de temperatura: 16/03/1961 a 31/05/1972, 01/09/1976 a 30/06/1977, 01/01/1986 a 31/05/1990 e 01/05/1995 a 30/04/2018) |                                                  |                                                  |                                                  |                                                  |                                                  |                                                  |                                                  |                                                  |                                                  |                                                  |                                                  |                                                  |                                                  |

## Lazer
Pádua tem a única fonte de água iodetada das Américas situada no parque das águas, tornando a cidade uma famosa estação hidro-mineral.
- Cinema - CM CINEMAS PÁDUA.
- SESI - Serviço Social da Industria[14]
- AABB - Associação Atlética Banco do Brasil[15]
- Campestre Pádua Clube

## Ferrovias
- Linha Campos a Miracema da antiga Estrada de Ferro Leopoldina[16]
- Ramal de Paraoquena da antiga Estrada de Ferro Leopoldina[17]

### Cor e Raça
| Nº | Cor/Raça | Números | Porcentagem |
| -- | -------- | ------- | ----------- |
| 1  | Branca   | 21.015  | 50,9%       |
| 2  | Parda    | 13.691  | 33,1%       |
| 3  | Preta    | 6.590   | 15,9%       |
| 4  | Indígena | 18      | 1,0%        |
| 5  | Amarela  | 9       | 0,5%        |

| Nº | Sexo   | Números | Porcentagem |
| -- | ------ | ------- | ----------- |
| 1  | Mulher | 21.288  | 51,5%       |
| 2  | Homem  | 20.037  | 48,5%       |